# Riteish Deshmukh

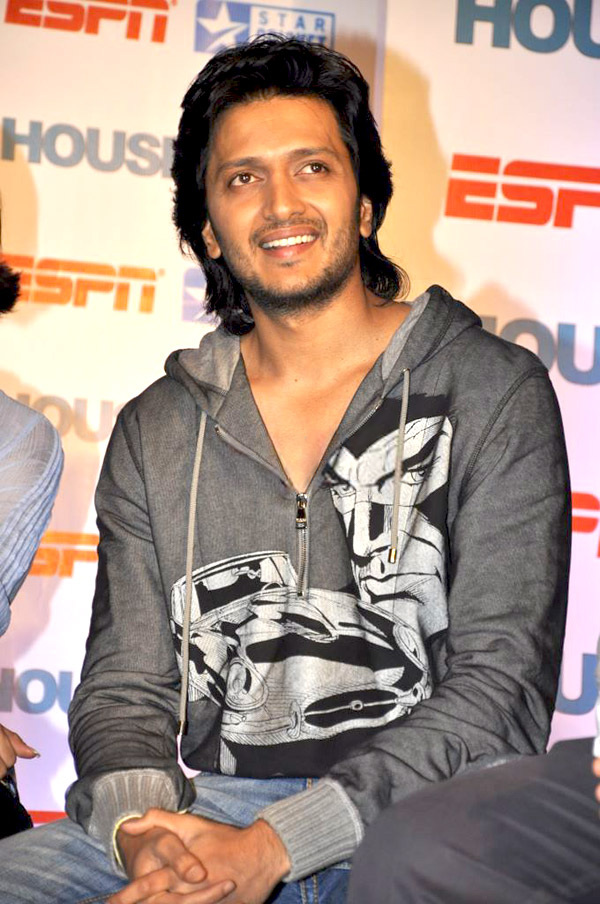
Deshmukh im Jahr 2010

Riteish Deshmukh, auch nur Riteish (* 17. Dezember 1978 in Latur, Maharashtra), ist ein indischer Schauspieler in der Hindi-Filmindustrie.

## Biographie
Er ist der Sohn des Politikers Vilasrao Deshmukh und absolvierte seine Schulausbildung in der G. D. Somani High School und Kamala Raheja School of Architecture in Bombay. Danach arbeitete er in New York City und studierte nebenbei Schauspielerei in dem Lee Strasberg Theatre and Film Institute.
Er debütierte 2003 in dem Film Tujhe Meri Kasam, der einen mäßigen Erfolg an den Kinokassen hatte. Berühmt wurde er durch seine Rolle in der Filmkomödie Masti – Seitensprünge lohnen nicht! (2004). Seitdem besetzt er oft komödiantische Rollen. Nachdem Masti – Seitensprünge lohnen nicht! in die Kinos gekommen war, änderte er seinen Namen von Riteish Deshmukh in Ritesh Deshmukh.
Seitdem hat er in vielen erfolgreichen Filmkomödien, wie Kyaa Kool Hai Hum, Malamaal Weekly und Apna Sapna Money Money, mitgespielt. Zuletzt war er in ebenfalls erfolgreichen Filmen wie Cash und Heyy Babyy zu sehen.
Seit Februar 2012 ist er mit seiner Schauspielkollegin Genelia D’Souza verheiratet, mit welcher er zwei Söhne hat.

## Filmografie
- 2003: Tujhe Meri Kasam
- 2003: Out of Control
- 2004: Masti – Seitensprünge lohnen nicht!
- 2004: Bardaasht
- 2004: Naach
- 2005: Kya Kool Hai Hum
- 2005: Home Delivery: Aapko... Ghar Tak
- 2005: Mr Ya Miss
- 2005: Bluffmaster
- 2006: Fight Club – Members Only
- 2006: Malamaal Weekly
- 2006: Darna Zaroori Hai
- 2006: Apna Sapna Money Money
- 2007: Namastey London
- 2007: Cash
- 2007: Heyy Babyy
- 2007: Dhamaal
- 2007: Om Shanti Om
- 2008: De Taali
- 2008: Chamku
- 2009: Kal Kissne Dekha
- 2009: Do Knot Disturb
- 2009: Aladin
- 2010: Rann
- 2010: Housefull
- 2012: Tere Naal Love Ho Gaya
- 2012: Housefull 2
- 2013: Grand Masti
- 2014: Humshakals
- 2014: Ek Villain
- 2017: Housefull 3
- 2019: Housefull 4
- 2019: Marjaavaan

## Auszeichnungen
- Star Screen Award/Bester Komiker für Masti – Seitensprünge lohnen nicht! (2004)
- Zee Cine Award/Bester Komiker für Masti – Seitensprünge lohnen nicht! (2004)
- Zee Cine Award/Bester Komiker für Bluffmaster (2005)